# Американска философия
Американската философия е философската дейност или резултат от нея в САЩ – както в самите Американски щати, така и извън тях.
Интернет енциклопедията по философия посочва, че докато на американската философия липсва „сърцевина на дефиниращи характеристики, американската философия въпреки това може да бъде видяна като едновременно рефлектираща и оформяща колективната американска идентичност през историята на американската нация.“